# Joan Viader Roger

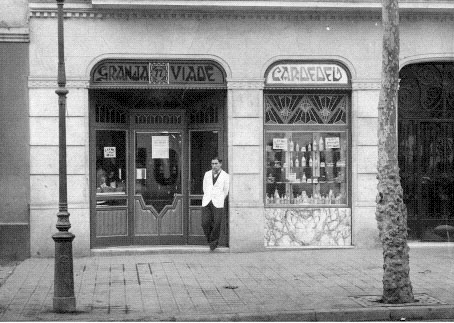
Joan Viader Roger, frente al negocio familiar en una imagen de 1930.

Joan Viader Roger (n. 1906, Barcelona - f. 29 de noviembre de 1976, Barcelona) fue un empresario lácteo español y exconsejero delegado de Letona, compañía fundada por su padre Marc Viader. Joan figura como el fundador y creador de la marca Cacaolat.

## Biografía
Joan nació en el seno de una familia vinculada con la industria ganadera catalana y su padre, Marc Viader, fue el fundador de Letona S.A. Joan se hizo cargo de la compañía en 1931, con sólo 25 años, y se mantuvo al frente de la misma hasta 1964, con la única excepción del periodo correspondiente a la guerra civil española.
En mayo de 1931, acudió con su padre a la Feria Internacional de Budapest donde donde probó por primera vez una bebida refrescante de leche y cacao, que hasta entonces el chocolate deshecho era espeso y se tomaba caliente. 
Esta feria despertó el interés de Viader y en 1931 patentó el procedimiento y la marca Cacaolat, una bebida elaboraba a partir de la leche desnatada, que en aquella época no se consideraba útil, con cacao y azúcar. 
Su producción comenzó en 1933, y en 1936 se paralizó con el estallido de la Guerra Civil por la escasez de cacao, y no regresó a las tiendas hasta agosto del año 1950.
Viader se mantuvo al frente de Letona hasta septiembre de 1964, cuando abandonó la dirección. Meses después compró la compañía Central Lechera Española, con sede en Santa Coloma de Gramanet. Viader falleció el 29 de noviembre de 1976 a los 70 años.